# Karol Galba
Dr Karol Galba, né le 2 février 1921 à Ružomberok et mort le 15 novembre 2009, était un arbitre tchécoslovaque (slovaque) de football, qui fut arbitre international de 1953 à 1968. 

## Carrière
Il a officié dans des compétitions majeures : 
- Coupe du monde de football de 1962 (1 match)
- Coupe du monde de football de 1966 (1 match)
- JO 1968 (1 match)